# Квачадзе, Александр Сиоевич
Александр Сиоевич Квачадзе (1909 год — неизвестно, Батуми, Аджарская АССР, Грузинская ССР) — главный агроном Салибаурского совхоза имени Сталина Министерства сельского хозяйства СССР, Батумский район, Аджарская АССР, Грузинская ССР. Герой Социалистического Труда (1951).

## Биография
Родился в 1909 году в крестьянской семье в одном из сельских населённых пунктов на территории современной Грузии. Окончил сельскохозяйственный институт, после которого трудился на различных хозяйственных должностях в сельском хозяйстве Грузинской ССР. С 1947 по 1953 года — главный агроном Салибаурского совхоза имени Сталина.
Применял передовые агротехнические методы, в результате чего значительно возросла урожайность чайного листа. В 1950 году совхоз сдал государству в среднем с каждого гектара по 4219 килограмм чайного листа на площади 100,2 гектара. Указом Президиума Верховного Совета СССР от 1 сентября 1951 года удостоен звания Героя Социалистического Труда за «получение в 1950 году высоких урожаев сортового зелёного чайного листа» с вручением ордена Ленина и золотой медали «Серп и Молот» (№ 6134).
Этим же указом званием Героя Социалистического Труда были награждены труженики Салибаурского совхоза заведующий отделением Вениамин Михайлович Микадзе, бригадир Владимир Евсеевич Квачадзе и рабочая Елена Вагановна Камбурьян.
С 1953 года трудился на другом предприятии.
После выхода на пенсию проживал в Батуми. С 1970 года — персональный пенсионер союзного значения. Дата смерти не установлена.
Награды
- Герой Социалистического Труда
- Орден Ленина
- Медаль «За трудовое отличие» (24.02.1941)
- Медаль «За трудовую доблесть» (05.07.1949)